# Équipe de France de football en 1964
Chronologie
Saison précédente Saison suivante
Cet article traite de l'année 1964 de l'équipe de France de football.
- Le 12 juillet, Georges Verriest démissionne, Henri Guérin le remplace dans un rôle nouvellement créé de sélectionneur-entraîneur unique.

## Les matchs
| Date             | Stade                                           | Adversaire | Score | Comp            | Buteurs français           |
| 25 avril 1964    | Stade olympique Yves-du-Manoir Colombes, France | Hongrie    | D 1-3 | CE (1/4 aller)  | Cossou (73e)               |
| 23 mai 1964      | Nepstadion Budapest, Hongrie                    | Hongrie    | D 1-2 | CE (1/4 retour) | Combin (2d)                |
| 4 octobre 1964   | Stade Municipal Luxembourg, Luxembourg          | Luxembourg | V 2-0 | QCM             | Guy (17e) & Artélésa (80e) |
| 11 novembre 1964 | Parc des Princes Paris, France                  | Norvège    | V 1-0 | QCM             | Rambert (17e)              |
| 2 décembre 1964  | Stade du Heysel Bruxelles, Belgique             | Belgique   | D 0-3 | A               | -                          |

A : match amical. CE : Championnat d'Europe de football 1964. QCM : match qualificatif de la Coupe du monde de football 1966

## Les joueurs
| Joueurs                                                      |    |    |    |    |    |
| Gardiens de but                                              |    |    |    |    |    |
| Pierre Bernard (AS Saint-Étienne)                            | 90 | 90 |    |    |    |
| Marcel Aubour (Olympique lyonnais) (1re sélection)           |    |    | 90 | 90 | 90 |
| Défenseurs                                                   |    |    |    |    |    |
| André Chorda (Girondins de Bordeaux)                         | 90 | 90 | 90 | 90 | 90 |
| Marcel Artélésa (AS Monaco)                                  | 90 | 90 | 90 | 90 | 90 |
| Georges Casolari (AS Monaco) (dernières sélections)          | 90 | 90 |    |    |    |
| Pierre Michelin (UA Sedan Torcy) (5e sélection)              | 90 |    |    |    |    |
| Daniel Charles-Alfred (Nîmes Olympique) (uniques sélections) |    | 90 | 90 | 90 | 90 |
| Jean Djorkaeff (Olympique lyonnais) (1re sélection)          |    |    | 90 | 90 |    |
| Bernard Bosquier (FC Sochaux) (1re sélection)                |    |    |    |    | 90 |
| Milieux                                                      |    |    |    |    |    |
| Joseph Bonnel (US Valenciennes-Anzin)                        | 90 | 90 |    | 90 | 90 |
| Robert Herbin (AS Saint-Étienne)                             | 90 |    | 90 | 90 |    |
| Lucien Muller (Real Madrid) (16e et dernière sélection)      | 90 |    |    |    |    |
| Édouard Stako (Stade français) (3e et dernière sélection)    |    | 90 |    |    |    |
| René Ferrier (AS Saint-Étienne) (dernières sélections)       |    |    | 90 | 90 | 90 |
| Attaquants                                                   |    |    |    |    |    |
| Georges Lech (RC Lens)                                       | 90 | 90 | 90 | 90 | 90 |
| Nestor Combin (Olympique lyonnais/Juventus) (1re sélection)  | 90 | 90 | 90 |    |    |
| Lucien Cossou (AS Monaco) (6e et dernière sélection)         | 90 |    |    |    |    |
| Angel Rambert (Olympique lyonnais) (dernières sélections)    |    | 90 | 90 | 90 | 90 |
| Fleury Di Nallo (Olympique lyonnais) (3e sélection)          |    | 90 |    |    |    |
| André Guy (AS Saint-Étienne) (1re sélection)                 |    |    | 90 | 90 | 90 |
| Edmond Baraffe (Toulouse FC) (1re sélection)                 |    |    |    |    | 90 |